# Championnat du Nicaragua de football 1997-1998
Navigation
Saison précédente Saison suivante
La Primera División 1997-1998 est la cinquante-cinquième édition de la première division nicaraguayenne.
Lors de ce tournoi, le Diriangén FC a tenté de conserver son titre de champion du Nicaragua face aux neuf meilleurs clubs nicaraguayens.
Chacun des dix clubs participant était confronté trois fois aux neuf autres équipes, puis les six meilleurs se sont affrontés lors d'une phase finale à la fin du tournoi.
Seulement une place était qualificative pour la Copa Interclubes UNCAF.

## Les 10 clubs participants
| \| Managua: Deportivo Bautista Deportivo Walter Ferreti Managua Chinandega FC / Diriangén FC Deportivo González FC San Marcos Deportivo Jalapa Deportivo Masachapa Real Matagalpa Real Estelí FC Deportivo González FC San Marcos Managua \| Localisation des clubs engagés dans le championnat. |
| Managua: Deportivo Bautista Deportivo Walter Ferreti Managua Chinandega FC / Diriangén FC Deportivo González FC San Marcos Deportivo Jalapa Deportivo Masachapa Real Matagalpa Real Estelí FC Deportivo González FC San Marcos Managua                                                           |

| Club                     | Stade                                        | Capacité          | Ville              |
| Deportivo Bautista       | Stade inconnu                                | Capacité inconnue | Managua            |
| Chinandega FC (en)       | Stade Efraín Tijerino                        | 8 000             | Chinandega         |
| Diriangén FC             | Stade Cacique Diriangén                      | 7 500             | Diriamba           |
| Deportivo González       | Stade inconnu                                | Capacité inconnue | San Marcos         |
| Deportivo Jalapa (en)    | Stade Alejandro Ramos                        | 1 000             | Jalapa             |
| Deportivo Masachapa      | Stade inconnu                                | Capacité inconnue | San Rafael del Sur |
| Real Matagalpa           | Stade inconnu                                | Capacité inconnue | Matagalpa          |
| Real Estelí FC           | Stade de l'Indépendance                      | 4 800             | Estelí             |
| FC San Marcos            | Stade Olimpico de San Marcos                 | 3 000             | San Marcos         |
| Deportivo Walter Ferreti | Stade Olympique de l'Indépendance de Managua | 8 000             | Managua            |

## Compétition
Cette compétition se déroule de la façon suivante, en deux phases :
- La phase de qualification : les vingt-sept journées de championnat.
- La phase finale : les confrontations aller-retour allant des quarts de finale à la finale.

### Phase de qualification
Les dix équipes affrontent à trois reprises les neuf autres équipes selon un calendrier tiré aléatoirement.
Le classement est établi sur le barème de points classique (victoire à 3 points, match nul à 1, défaite à 0).
Le départage final se fait selon les critères suivants :
- Le nombre de points.
- La différence de buts générale.
- Le nombre de buts marqué.

#### Classement
| Rang | Équipe                   | Pts | J  | G  | N  | P  | Bp | Bc | Diff |
| ---- | ------------------------ | --- | -- | -- | -- | -- | -- | -- | ---- |
| 1    | Diriangén FC (T)         | 61  | 27 | 20 | 1  | 6  |    |    |      |
| 2    | Deportivo Masachapa      | 61  | 27 | 19 | 4  | 4  |    |    |      |
| 3    | Deportivo Walter Ferreti | 47  | 27 | 14 | 5  | 8  |    |    |      |
| 4    | Real Estelí FC           | 47  | 27 | 13 | 8  | 6  |    |    |      |
| 5    | Chinandega FC (en)       | 38  | 27 | 9  | 11 | 7  |    |    |      |
| 6    | Deportivo Jalapa (en)    | 35  | 27 | 9  | 8  | 10 |    |    |      |
| 7    | FC San Marcos            | 30  | 27 | 9  | 3  | 15 |    |    |      |
| 8    | Real Matagalpa           | 21  | 27 | 6  | 3  | 18 |    |    |      |
| 9    | Deportivo Bautista (P)   | 21  | 27 | 4  | 9  | 14 |    |    |      |
| 10   | Deportivo González       | 16  | 27 | 4  | 4  | 19 |    |    |      |

| Légende : Qualifications et relégations | Légende : Qualifications et relégations                  |
| --------------------------------------- | -------------------------------------------------------- |
|                                         | Qualifié pour les quarts de finale                       |
|                                         | Relégué en Segunda División                              |
|                                         | (T) : Tenant du titre (P) : Promu de la saison 1996-1997 |

### La Phase Finale
Les six équipes sont réparties dans le tableau final d'après leur classement général.
En cas d'égalité sur la somme des deux matchs, une prolongation puis une séance de tirs au but ont éventuellement lieu.

#### Quarts de finale
| Club                  | Aller | Retour | Club                     | Commentaire                      |
| Deportivo Jalapa (en) | 1-1   | 0-1    | Diriangén FC             |                                  |
| Chinandega FC (en)    | 0-2   | 1-0    | Deportivo Masachapa      | Les deux équipes sont qualifiées |
| Real Estelí FC        | 1-2   | 0-1    | Deportivo Walter Ferreti |                                  |

#### Tableau
|  | 1/2 finale               | 1/2 finale               | 1/2 finale          | 1/2 finale | 1/2 finale | 1/2 finale               |                          |     | Finale | Finale | Finale | Finale | Finale |  |
|  |                          |                          |                     |            |            |                          |                          |     |        |        |        |        |        |  |
|  |                          |                          |                     |            |            |                          |                          |     |        |        |        |        |        |  |
|  |                          |                          |                     |            |            |                          |                          |     |        |        |        |        |        |  |
|  | Deportivo Walter Ferreti | Deportivo Walter Ferreti | (3)                 | 2          | 0          |                          |                          |     |        |        |        |        |        |  |
|  | Deportivo Walter Ferreti | Deportivo Walter Ferreti | (3)                 | 2          | 0          |                          |                          |     |        |        |        |        |        |  |
|  | Chinandega FC (en)       | Chinandega FC (en)       | (5)                 | 1          | 0          |                          |                          |     |        |        |        |        |        |  |
|  | Chinandega FC (en)       | Chinandega FC (en)       | (5)                 | 1          | 0          | Deportivo Walter Ferreti | Deportivo Walter Ferreti | (3) | 1      |        |        |        |        |  |
|  |                          |                          |                     |            |            |                          | Deportivo Walter Ferreti | (3) | 1      |        |        |        |        |  |
|  |                          | Deportivo Masachapa      | Deportivo Masachapa | (2)        | 0          |                          |                          |     |        |        |        |        |        |  |
|  | Diriangén FC             | Diriangén FC             | Deportivo Masachapa | (2)        | 0          | (1)                      | 0                        | 1   |        |        |        |        |        |  |
|  | Diriangén FC             | Diriangén FC             |                     |            |            | (1)                      | 0                        | 1   |        |        |        |        |        |  |
|  | Deportivo Masachapa      | Deportivo Masachapa      | (2)                 | 0          | 2          |                          |                          |     |        |        |        |        |        |  |
|  | Deportivo Masachapa      | Deportivo Masachapa      | (2)                 | 0          | 2          |                          |                          |     |        |        |        |        |        |  |

#### Demi-finales
| Club                     | Aller | Retour | Club                | Commentaire |
| Deportivo Walter Ferreti | 2-1   | 0-0    | Chinandega FC (en)  |             |
| Diriangén FC             | 0-0   | 1-2    | Deportivo Masachapa |             |

#### Finale
|  | Deportivo Walter Ferreti | 1:0 | Deportivo Masachapa | Stade Ol. de l'Ind. de Managua |  |
|  |                          |     |                     |                                |  |

## Bilan du tournoi
| Tableau d'Honneur |                          |
| Compétition       | Vainqueur                |
| Primera División  | Deportivo Walter Ferreti |

| Qualifications continentales 1998-1999 |                          |
| Copa Interclubes UNCAF                 | Qualifiés                |
| Phase de groupes (en)                  | Deportivo Walter Ferreti |

| Promotions et relégations   |                    |
| Relégué en Segunda División | Deportivo González |
| Promu de Segunda División   | Inter Barrio Cuba  |